# Tumkur Challenger 2003
Il Tumkur Challenger 2003 è stato un torneo di tennis facente parte della categoria ATP Challenger Series nell'ambito dell'ATP Challenger Series 2003. Il torneo si è giocato a Tumkur in India dal 29 settembre al 5 ottobre 2003 su campi in cemento indoor.

## Vincitori

### Singolare
Philipp Kohlschreiber ha battuto in finale  Lee Childs con il punteggio di 7–5, 7–6(5)

### Doppio
Prakash Amritraj /  Rik De Voest hanno battuto in finale  Michal Mertiňák /  Branislav Sekáč con il punteggio di 6–4, 6–3